# Lampetis mariae
Lampetis mariae es una especie de escarabajo del género Lampetis, familia Buprestidae. Fue descrita científicamente por Cobos en 1972.